# 서울시립대학교 박물관
서울시립대학교 박물관(서울市立大學校 博物館, University of Seoul Museum)은 서울특별시 동대문구의 대학 박물관이다. 1984년 서울시립대학교의 의해 개관하였으며, 종합대학 승격에 맞추어 설립되었다. 근현대사, 고미술 작품을 주로 소장하여 전시하고 있다.

## 연혁
- 1984년 9월 4일: 서울시립대학교 박물관 설립

## 전시 안내
서울시립대학교 박물관은 근현대사 자료실, 고미술 자료실, 학교사 자료실 등 3개의 전시실로 구성되어 관련 유물을 상설 전시중에 있다. 정기적으로 특별 기획전을 개최하며, 주로 서울 주변의 생활사와 도시민의 삶을 그리는 작품을 기획전시하고 있다.

## 관람 안내
- 관람 시간 : 10:00 ~ 17:00 (공휴일, 토요일 휴관)
- 관람료: 무료
- 서울시립대학교 캠퍼스 내 위치

## 같이 보기
- 서울시립대학교